# Dare 2B
Dare 2B was een wielerploeg met een Poolse licentie. De ploeg bestond tussen 2013 en 2016. Dare 2B kwam uit in de continentale circuits van de UCI. Andrzej Domin was de manager van de ploeg.

## Seizoen 2014

### Transfers
| Inkomend        | Team 2013 | Uitgaand            | Team 2014          |
| --------------- | --------- | ------------------- | ------------------ |
| Patryk Kostecki | Neo       | Konrad Kott         | Wibatech Fuji Zory |
| Tobiasz Pawlak  | Neo       | Sebastian Kurowski  |                    |
| Bartosz Pilis   | Neo       | Tomasz Lisowicz     |                    |
| Mariusz Witecki | Bank BGŻ  | Wojciech Skarzynski |                    |
|                 |           | Damian Tomczak      |                    |

## Seizoen 2013

### Renners
| Naam                | Geboortedatum     | Nationaliteit | Ploeg 2012           |
| ------------------- | ----------------- | ------------- | -------------------- |
| Artur Detko         | 18 februari 1983  | Polen         | Geen                 |
| Wojciech Halejak    | 27 juni 1983      | Polen         | Geen                 |
| Konrad Kott         | 18 november 1993  | Polen         | BDC-Marcpol Team     |
| Sebastian Kurowski  | 16 april 1993     | Polen         | Neo                  |
| Tomasz Lisowicz     | 23 februari 1977  | Polen         | Geen                 |
| Jarosław Rębiewski  | 27 februari 1974  | Polen         | Geen                 |
| Wojciech Skarzynski | 22 april 1989     | Polen         | Neo                  |
| Kornel Sojka        | 8 februari 1990   | Polen         | Neo                  |
| Damian Tomczak      | 11 september 1991 | Polen         | Neo                  |
| Adam Wadecki        | 23 december 1977  | Polen         | BDC-Marcpol Team     |
| Piotr Wojciechowski | 9 juni 1992       | Polen         | Neo                  |
| Kamil Zieliński     | 3 maart 1988      | Polen         | CCC Polsat Polkowice |